# آ مارینیا غربی
آ مارینیا عرضی (به اسپانیایی: La Mariña Occidental) در اسپانیا است که در گالیسیا واقع شده‌است.